# Молодость Сибири
Молодость Сибири — новосибирская газета, основанная в 1920 году. До 1922 года печаталась в Омске, затем издание перенесли в Новониколаевск (совр. Новосибирск). С октября 1937 по 1990 год была органом Новосибирского обкома и горкома ВЛКСМ. Закрыта в 2012 году.

## Названия
С 1920 по июль 1926 года газета выходила под названием «Путь молодёжи», затем (до сентября 1930 года) издавались одновременно две газеты — «Молодая деревня» и «Молодой рабочий», до ноября 1952 года называлась «Большевистская смена», до августа 1956 года — «Сталинское племя». С 1 сентября 1956 года стала называться «Молодость Сибири».

## История
Впервые газета вышла 24 июня 1920 года, первоначально была органом Сиб. бюро ЦК РКСМ, с 1924 года стала также органом Новониколаевского губкома РКСМ, а с июля этого года — органом Сиб. крайкома и Новониколаевского губкома ВЛКСМ, с августа 1930 года издание — орган Западно-Сибирского крайкома ВЛКСМ, с июля 1932 года также становится органом Новосибирского горкома ВЛКСМ.
В 1922 году в качестве приложения к газете выпускался сатирический журнал «Микроскоп».
С 1931 по 1934 (и в 1940 году) газета издавала номера выездных редакций.
26 августа 1941 года газета закрылась из-за финансовых трудностей, связанных с Великой Отечественной войной, её выпуск возобновился лишь 3 июля 1949 года.
С конца 1950-х до начала 1960-х при «Молодости Сибири» действовало молодёжное литературное объединение под руководством поэта и журналиста И. О. Фонякова.
12 декабря 1990 года по инициативе редактора Бориса Коновалова газета была реорганизована в независимое издание и перестала быть органом ВЛКСМ.
С 2002 года газета стала выходить в цвете.
В 2004 году контроль над изданием перешёл экс-депутату регионального парламента Виктору Игнатову, одержавшему победу над Борисом Коноваловым в споре за лицензию.
В марте 2012 года вышел последний номер, после чего «Молодость Сибири» закрылась.

## Периодичность издания
В 1920—1922 года выпуск был нерегулярным и колебался в пределах 11—38 номеров в год.
В 1923—1924 годах газета печаталась еженедельно, в 1925—1926 — два раза в неделю, в 1927—1928 — вновь один раз в неделю.
В 1929—1930 годах выходила два раза в неделю, в 1931—1934 — недельный выпуск достигал трёх и более раз.
С 1935 по 1989 год печаталась регулярно 3 раза в неделю.
С 1990 года «Молодость Сибири» стала еженедельником.

## Тираж
В середине 1920-х тираж газеты составил 5 тысяч экземпляров, в начале 1930-х увеличился до 22 тысяч.
Наибольший тираж был в период «хрущёвской оттепели» (1959—1963), а также в период перестройки — с 1987 по 1991 год было выпущено 100 000 экземпляров, такая популярность была достигнута за счёт интересных и острых публицистических материалов молодых журналистов.
В 2003 году тираж газеты составлял 11 тысяч (в формате А-3).

## Сотрудники газеты
С газетой сотрудничали Сергей Трахимёнок, Константин Спасский, Пётр Дедов, Нина Грехова, Рафаэль Гругман и др.

### Редакторы
В числе редакторов «Молодости Сибири» были писатель Г. М. Марков (1932—1934), В. А. Безрядин (1938—1941), А. Е. Надточий (1975—1983), Виктор Юкечев, Б. А. Коновалов (1988—1990, потом с 1993) и т. д.

## Некоторые публикации
- Статья о романе «Альтист Данилов». К. Милов Молодость Сибири. — Новосибирск. — 1980. — 4 сент. — (№ 107 (7574)). — С. 3.
- Статья «Вы ж мои родные, газы выхлопные!» о концерте группы «Сектор газа». Иван Кузьмич Молодость Сибири. — Новосибирск. — 1997. — дек.